# 35e cérémonie des Los Angeles Film Critics Association Awards
La 35e cérémonie des Los Angeles Film Critics Association Awards, décernés par l'Los Angeles Film Critics Association, a eu lieu le 14 décembre 2009, et a récompensé les films réalisés dans l'année.

## Palmarès

### Meilleur film
- Démineurs (The Hurt Locker)
  - In the Air (Up in the Air)

### Meilleur réalisateur
- Kathryn Bigelow – Démineurs (The Hurt Locker)
  - Michael Haneke – Le Ruban blanc (Das weiße Band)

### Meilleur acteur
- Jeff Bridges pour le rôle de Bad Blake dans Crazy Heart
  - Colin Firth pour le rôle de George dans A Single Man

### Meilleure actrice
- Yolande Moreau pour le rôle de Séraphine de Senlis dans Séraphine
  - Carey Mulligan  pour le rôle de Jenny dans Une éducation (An Education)

### Meilleur acteur dans un second rôle
- Christoph Waltz pour le rôle du colonel Hans Landa dans Inglourious Basterds
  - Peter Capaldi pour le rôle de Malcolm Tucker dans In the Loop

### Meilleure actrice dans un second rôle
- Mo'Nique pour le rôle de Mary Lee Johnston dans Precious (Precious:  Based on the Novel 'Push' by Sapphire)
  - Anna Kendrick pour le rôle de Natalie Keener dans In the Air (Up in the  Air)

### Meilleur scénario
- In the Air (Up in the Air) – Jason Reitman et Sheldon Turner
  - In The Loop – Jesse Armstrong, Simon Blackwell, Armando Iannucci et Tony Roche

### Meilleure direction artistique
- District 9 – Philip Ivey
  - Avatar  – Rick Carter et Robert Stromberg

### Meilleure photographie
- Le Ruban blanc (Das Weiße Band) – Christian Berger
  - Démineurs (The Hurt Locker) – Barry Ackroyd

### Meilleure musique de film
- Crazy Heart – T-Bone Burnett et Stephen Bruton
  - Fantastic Mr. Fox – Alexandre Desplat

### Meilleur film en langue étrangère
- L'Heure d'été •  France
  - Le Ruban blanc (Das weiße Band) •  Allemagne

### Meilleur film d'animation
- Fantastic Mr. Fox
  - Là-haut  (Up)

### Meilleur film documentaire
(ex æquo)
- The Cove
- Les Plages d'Agnès

### Special Citation
- En l'honneur du 50e anniversaire de la Nouvelle Vague française

### New Generation Award
- Neill Blomkamp – District 9

### Career Achievement Award
- Jean-Paul Belmondo

### Douglas Edwards Experimental/Independent Film/Video Award
- Anders Edstrom et C. W. Winter – The Anchorage